# Amelita Galli-Curci
Pour les articles homonymes, voir Galli et Curci.
Amelita Galli-Curci (Milan, le 18 novembre 1882 - La Jolla, le 26 novembre 1963) est une soprano italienne, tenue pour la plus belle voix de soprano léger de sa génération, au moins au disque, admirée pour la pureté de son timbre, la perfection de sa colorature et de son registre aigu, et le charme de son legato.

## Biographie
Née en 1882 à Milan dans une famille aristocratique d'origine espagnole, elle étudie d’abord le piano et la composition au Conservatoire de musique de Milan, et obtient une médaille d'or en 1903. Après s'être produite en récital, elle se dirige vers le chant sur les conseils de Mascagni. Essentiellement autodidacte, elle prétendra plus tard avoir appris à chanter en écoutant les oiseaux à sa fenêtre. Elle fait ses débuts à Trani, dans le rôle de Gilda dans Rigoletto, le 26 décembre 1906, et le succès est immédiat. N'ayant pu obtenir le rôle principal de La Sonnambula à La Scala de Milan, elle se promet de ne jamais s'y produire, promesse qu’elle tiendra.
Dans les années 1910, elle se produit régulièrement en Amérique du Sud, et en 1916, elle se trouve bloquée aux États-Unis par la guerre qui sévit en Europe. Elle en profite pour auditionner au Metropolitan Opera de New York mais sans succès, on lui suggère alors l’Opéra lyrique de Chicago que dirige le beau-frère de Luisa Tetrazzini. Elle y fait un début triomphal le 18 novembre 1916, en Gilda dans Rigoletto, et s'y produira jusqu'en 1924. Ses débuts au Metropolitan Opera ont finalement lieu le 14 novembre 1921, en Violetta dans la Traviata. De 1921 à 1930, elle chante régulièrement au Metropolitan Opera, où la beauté de son timbre et le naturel de son émission sont appréciés. Sa carrière se concentre essentiellement au Met et à Chicago.
Elle commence à subir des défauts de justesse vocale à partir de 1924, dus en partie à un début de goître, et se retire de la scène en 1930. Elle est opérée d’une tumeur au larynx en 1935. L'année suivante, elle tente un retour à Chicago, en Mimi dans La Bohème, mais ne connaissant plus ses succès d'antan, elle se retire définitivement peu après en Californie.
Elle connut une vaste popularité grâce à ses nombreux enregistrements avec la Victor Talking Machine Company. Elle fut mariée au peintre Luigi Curci de 1910 à 1920, puis, après son divorce, à son accompagnateur Homer Samuels en 1921. Elle se retire en Californie où elle meurt en 1963.